# UGM-27B Polaris A-2
UGM-27B Polaris A-2 – amerykański dwustopniowy pocisk balistyczny średniego zasięgu klasy SLBM na paliwo stałe. Uzbrojony w jedną głowicę jądrową W47 Y2 o mocy 1,2 Mt Polaris A-2, w latach 1962–1974 pozostawał na uzbrojeniu amerykańskich okrętów podwodnych typu George Washington oraz Ethan Allen.
6 maja 1962 r. z pociskiem Polaris A-2 wystrzelonym z pokładu USS Ethan Allen, przeprowadzono jedyny amerykański pełny test pocisku balistycznego – począwszy od startu, aż po eksplozję jądrową w atmosferze (operacja Frigate Bird).